# مارتن الأول ملك أراغون
مارتن الإنساني (29 يوليو 1356 – 31 مايو 1410)، المعروف أيضًا بلقبي مارتن الأكبر ورجل الكنيسة، كان ملكًا على أراغون، وبلنسية، وسردينيا، وكورسيكا، إضافة إلى كونه كونتًا على برشلونة منذ عام 1396، كما أصبح ملكًا على صقلية منذ عام 1409 تحت اسم مارتن الثاني. فشل في تأمين خلافة حفيده غير الشرعي فريدريك (كونت لونا)، ومع وفاته انتهى حكم أسرة برشلونة.